# 圆叶走灯藓
圆叶走灯藓（学名：Plagiomnium vesicatum）为提灯藓科走灯藓属下的一个种。

## 扩展阅读
- 維基物種上的相關：圆叶走灯藓